# Probezzia wirthi
Probezzia wirthi är en tvåvingeart som beskrevs av Gustavo R. Spinelli och Eileen D. Grogan 1997. Probezzia wirthi ingår i släktet Probezzia och familjen svidknott. Inga underarter finns listade i Catalogue of Life.